# Challpass
Der Challpass ist ein 747 m ü. M. hoher Gebirgspass im Schweizer Kettenjura südwestlich von Basel an der Grenze der Kantone Basel-Landschaft und Solothurn.
Der Pass führt über die Hauptstrasse 274 von Metzerlen im hinteren Leimental über den Blauen nach Laufen im Laufental. Bis zum Anschluss des Laufentals an den Kanton Basel-Landschaft (1994) führte er vom Kanton Solothurn (Nordseite) in den Kanton Bern.
Chall ist ein Lehnwort oder Lehn-Appellativ von lateinisch calla mit der Bedeutung ‚Bergweg, Gebirgspfad‘.
Westlich der Passhöhe liegt die Challhöchi (804 m ü. M.), östlich der Challplatten / Brunneberg (875 m ü. M.). Wird unter Motorradfahrern von der Challhöchi gesprochen, so ist damit aber oft nicht diese Höhe, sondern der gleichnamige Gebirgspass in der Nähe des Schweizer Belchens im Oberbaselbiet gemeint.